# 白鯨記
《白鯨記》為赫爾曼·梅爾維爾發表於1851年的小說，讲述了一名40多岁的中年人在捕猎白色抹香鲸时所产生的的各种事件和心理活动，對捕鯨和提取鯨油有着极度詳細的描述，主角作為一个有着多元文化背景的船員，他於船上生活期間竟然能領悟出對階級、歧視、社會地位、善惡和上帝是否存在的探索，因此被認為是美國最偉大的長篇小說之一。
值得注意的是《白鯨記》這個名字的来源是书中的一頭叫莫比·迪克（Moby Dick）的白色抹香鯨，並不是中文裏的白鯨。

## 概要
全書有442頁，共分成135章，而节选版只有84章，因為篇幅過度冗長，曾一度認為不適合青少年讀者閱讀，在英國多次被退稿，1851年出版，讀者反應十分冷淡，第一年只賣出5本，一直到《白鯨記》出版了七十年（1920年）後，梅爾維爾在美國文學的地位才獲得重新評價（可惜梅爾維爾已在1891年9月28日去世，無法看到自己的成就），福克納說過：「看完《白鯨記》，第一個想法是希望這本書是我寫的。」至今日，《白鯨記》已被視為美國文學史上最偉大的小說之一。

## 故事簡述

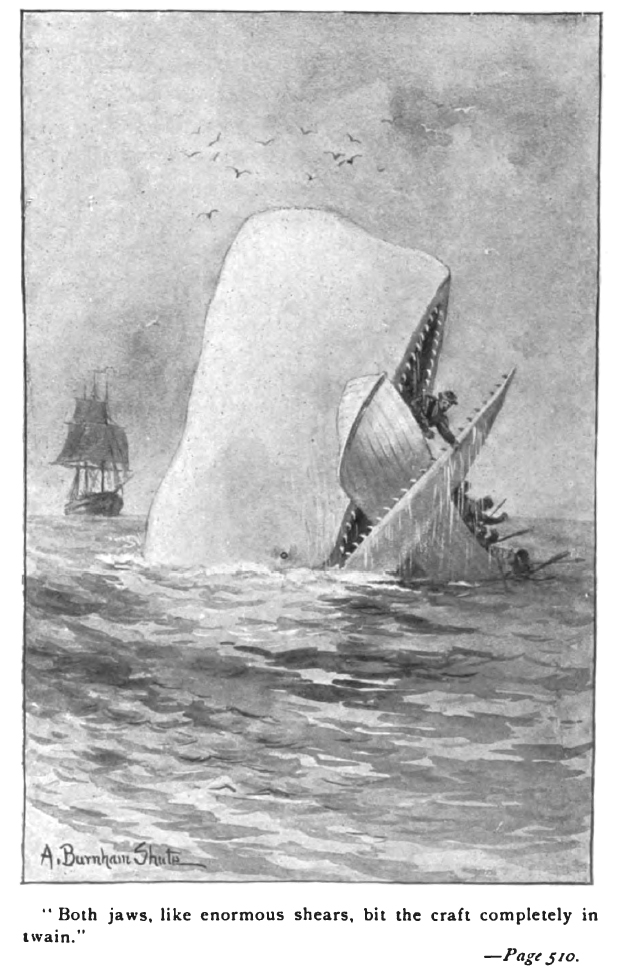
莫比·迪克

《白鯨記》是一部以海上捕鯨為題材的小說，一位名叫亞哈（Ahab）的“裴廓德號”（Pequod，IPA:ˈpikwɒt）捕鯨船船長帶領全體船員，追捕一條叫做「莫比·迪克」（Moby Dick）的大白鯨的歷險過程。
亞哈是一名意志堅定的船長，聰明、自大，他在海上四十年，有十分丰富的航海和捕鲸经验，对各个大洋的海况和鲸鱼的分布都非常熟悉。在一次捕鲸过程中，亚哈被一條名叫莫比·迪克的抹香鲸咬断了一条腿，从此决心一定要捕杀莫比·迪克。他說：「不要對我不尊敬，就算是太陽得罪我，我也會出手痛擊。」
“裴廓德號”出航時聘僱了來自紐約的以實瑪利（Ishmael）和科科伏柯島（南太平洋上的一个島屿）上食人族的王子魁魁格（Queequeg），以實瑪利厭煩了陸上枯燥乏味的生活，於是決定到海上冒險，在旅店中，認識了標槍手魁魁格，兩人一見如故，成为很好的朋友，并一起登上了捕鯨船“裴廓德”號。对宗教、种族，以實瑪利有自己的认识，他說：「寧願與一個清醒的食人族土著同床，也不要與一個酗酒的基督徒交往。」整個故事幾乎是用以實瑪利為第一人稱來描述，本書第一章第一句是：「叫我以實瑪利（Call me Ishmael）」，这了成为文学史上最为著名的开场白之一。

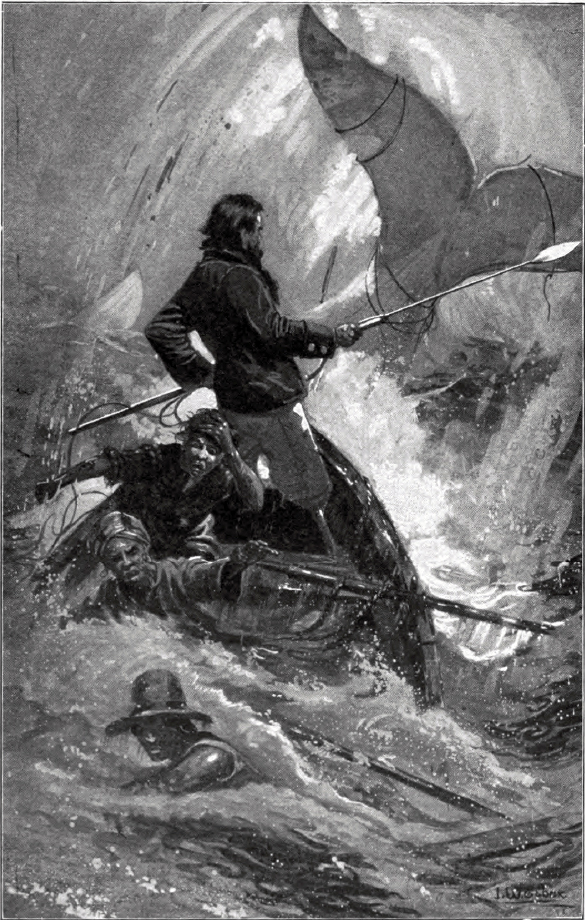
亞哈與莫比·迪克的決鬥

裴廓德號從美國東岸楠塔基特（或译“南塔开特”，Nantucket）出發，從南大西洋經非洲南端，進入印度洋、太平洋，途中捕殺了幾頭鯨魚，該船先後與“信天翁號”、“處女號”、“玫瑰蕊號”、“拉吉號”等好幾艘船相遇，拉吉號的船長布默勸說亞哈不要對莫比·迪克進行報復，拉吉號船剛剛和莫比·迪克交過手，被莫比·迪克撞沉了捕鯨小艇，船長加迪纳的兒子不知去向。儘管“裴廓德號”在海上大有收穫，但亞哈船長滿腦子裡都是報仇，船長因被大白鯨咬斷左腿，一意要追殺大白鯨，他向水手們承諾，誰最先發現那隻白鯨，就獎勵一枚金幣。他們和白鯨三度遭遇，一次船上的儲存鯨油的桶破裂，魁魁格拚命補救，結果得了重病，木匠做了一個黑色棺材，魁魁格卻奇蹟似的生還。經過三場血戰，最後船長奮身刺殺白鯨，被魚叉上的繩子纏住，不幸落海身亡，捕鯨船被撞翻，而莫比·迪克也不知去向；只有船員以實瑪利生還，他在海裡爬上了魁魁格生前的預備棺材，被“拉吉號”救起。他後來以回憶方式敘述這段驚心動魄的歷險。

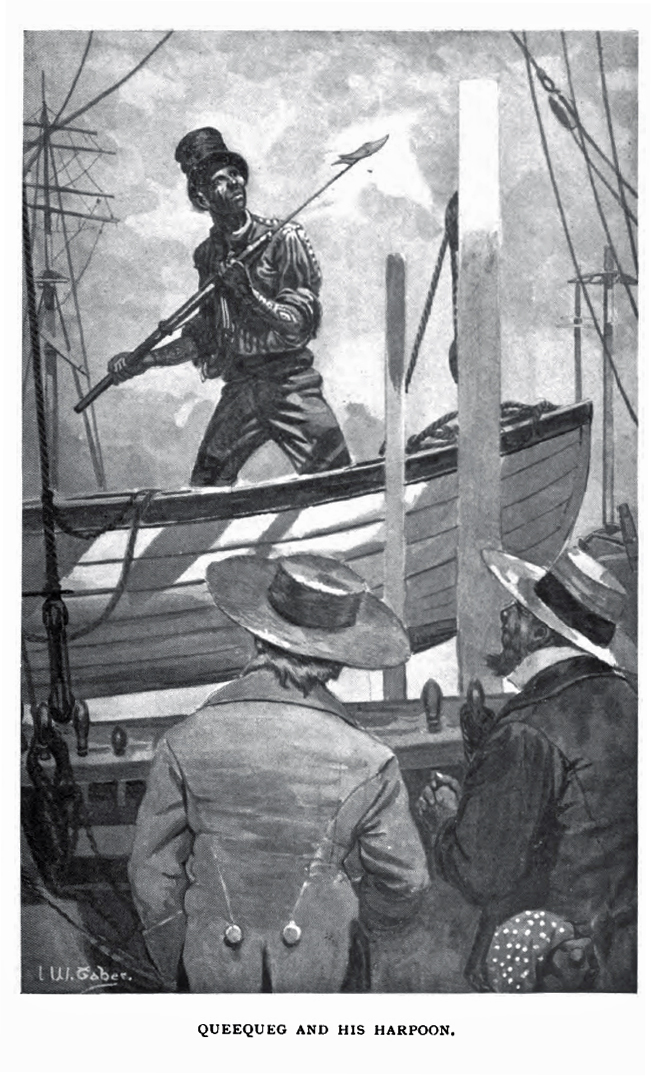
魁魁格（季奎格）

## 评述

### 捕鲸的百科全书
故事中有二分之一的篇幅是描寫捕鲸业的习俗，與鯨魚有關的文学、藝術，鯨魚的生理構造，例如鯨魚最大的弱點是無法止血，鯨魚的噴水有灼熱之虞等，以及水手如何屠宰鯨類獲取鯨油、龙涎香，蓝鲸在《白鲸记》中被称为硫磺底（Sulphur-bottom），因为硅藻附着在蓝鲸的皮肤上，使得它们的下侧呈现橘棕色或淡黄色。《白鲸记》可以算是一部捕鲸的百科全書。

### 预兆的安排
《白鲸》小说中安排了很多“预兆”，以增强全书的神秘感和情节的紧张感。例如所住的大鲸酒店的老板姓“棺材（Coffin）”，航海途中遇到大乌贼，费达拉的三个预言、最后追击时出现的大量的鲨鱼、海鸟等，一次次的都在预示着最终悲惨的结局。

## 影響
- 這部小說充滿隱喻象徵與探求未知的勇氣，曾被好莱坞不斷地改編拍攝电影，如白鯨傳奇：怒海之心。
- 世界著名咖啡制造商星巴克（Starbucks）的名字就出自《白鲸记》中大副斯达巴克（Starbuck）的名字。
- 蘋果公司创始人史蒂夫·乔布斯很喜欢《白鲸》这部著作和亚哈船长这个角色。[2]
- 魔兽世界在瓦許伊爾區域有一隻稀有精英的鯨魚叫做莫比斯（Mobus）
- 日本漫画《ONE PIECE》中白鬍子海賊團的海賊船名為白鯨號（莫比迪克號）。
- 在《星际迷航》系列中，多次将白鲸记布置在剧情中，包括《星际迷航II：可汗之怒》《星际迷航VIII：战斗巡航》等。
- 遊戲合金装备V 幻痛中，序章開場主角被稱為亞哈，直升機的名稱為裴龐德號。主角身旁伪装成病人的Big Boss也有一句台詞：「叫我以實瑪利（Call me Ishmael）。」
- 迈克尔·杰拉德·鲍尔（英语：Michael Gerard Bauer）出版的《不要叫我以实马利（英语：Don't Call Me Ishmael）》，以实马利这个名字，据说是从那句著名的开场白“叫我以实玛利”中来的。
- 細田守動畫電影《怪物的孩子》中，主角九太（蓮）在图书馆翻閱和學習認字的書籍便是《白鯨記》。後來九太的對手一郎彥也因為閱讀該書籍，學會變成巨鯨的模樣攻擊人類。
- DC電影《水行俠》拍攝時期使用的工作標題「Ahab」，就是取用本作男主角的名字。
- 电子游戏《这就是警察（英语：This Is the Police）》以此书中的情节来暗示游戏剧情进度。
- 電影《我的鯨魚老爸》片中亦出現本書。
- 歌手陳惠婷於《21克》專輯中收錄同名歌曲《白鯨記》。
- 遊戲《邊獄公司（英语：Limbus Company）》裡，12名罪人主角群之中的以實瑪利，其故事原型便出自於《白鯨記》，而裴廓德號的主要角色皆有於故事內登場
- 輕小說《86-不存在的戰區》第八卷中「遺海孤軍」艦長以實瑪利取自亞哈艦長及船員以實瑪利

## 莫比·迪克名字的来源
莫卡·迪克（Mocha Dick）是一條著名的雄性抹香鲸，在19世纪早期出沒太平洋海域，捕鯨人追捕時會主動攻擊小船造成傷亡，甚至有時捕鯨船獵捕其他鯨魚時，莫卡·迪克會突然出現攻擊捕鯨小船，令捕鯨人頭痛且聞風喪膽。1810年在智利南部摩卡（Mocha）海域首次跟捕鯨人交戰出名，在海上縱橫48年後，1859年最終被一艘瑞典籍的捕鯨船捕獲，身上還插著十九支標槍。美国探险家和作者耶利米·雷诺兹（Jeremiah N. Reynolds）将它的故事发表在了1839年的《荷兰籍纽约人》（The Knickerbocker）这个杂志上，题目是：莫卡·迪克：太平洋上的白鲸：手稿上的一页”（Mocha Dick: Or The White Whale of the Pacific: A Leaf from a Manuscript Journal"）。Yves Cohat所著的《鯨魚生與死：海上帝王生命之歌》一書中，1840年一位曾遭受莫卡·迪克攻擊獲救的水手描述，實際上莫卡·迪克外表像一般的抹香鲸，但特徵是巨大的頭部上有一道白色疤痕，可能是“白色疤痕”被人誤解讀成“白色的身體”。赫尔曼·梅尔维尔的小说《白鲸》就受到了这条抹香鲸的启发。

## 外部連結
- 線上閱讀
- Moby-Dick - 古腾堡计划
  - Searchable full text of Moby-Dick available here （页面存档备份，存于）
  - Moby Dick; or, The Whale （页面存档备份，存于）
  - Free typeset PDF ebook of Moby-Dick and other Melville novels optimized for printing, plus extensive Melville reading list
  - 《白鲸》中披谷德号（或译裴廓德号）手绘路线图 （页面存档备份，存于）
  - 《白鲸》中披谷德号（或译裴廓德号）捕鲸船大体航行路线 （页面存档备份，存于）
- 相关电影
  - (豆瓣豆列)根据麦克维尔《白鲸》改编的电影 （页面存档备份，存于）
- Study guide （页面存档备份，存于）
- Notable quotations （页面存档备份，存于）